# St. Bernward (Klein Düngen)

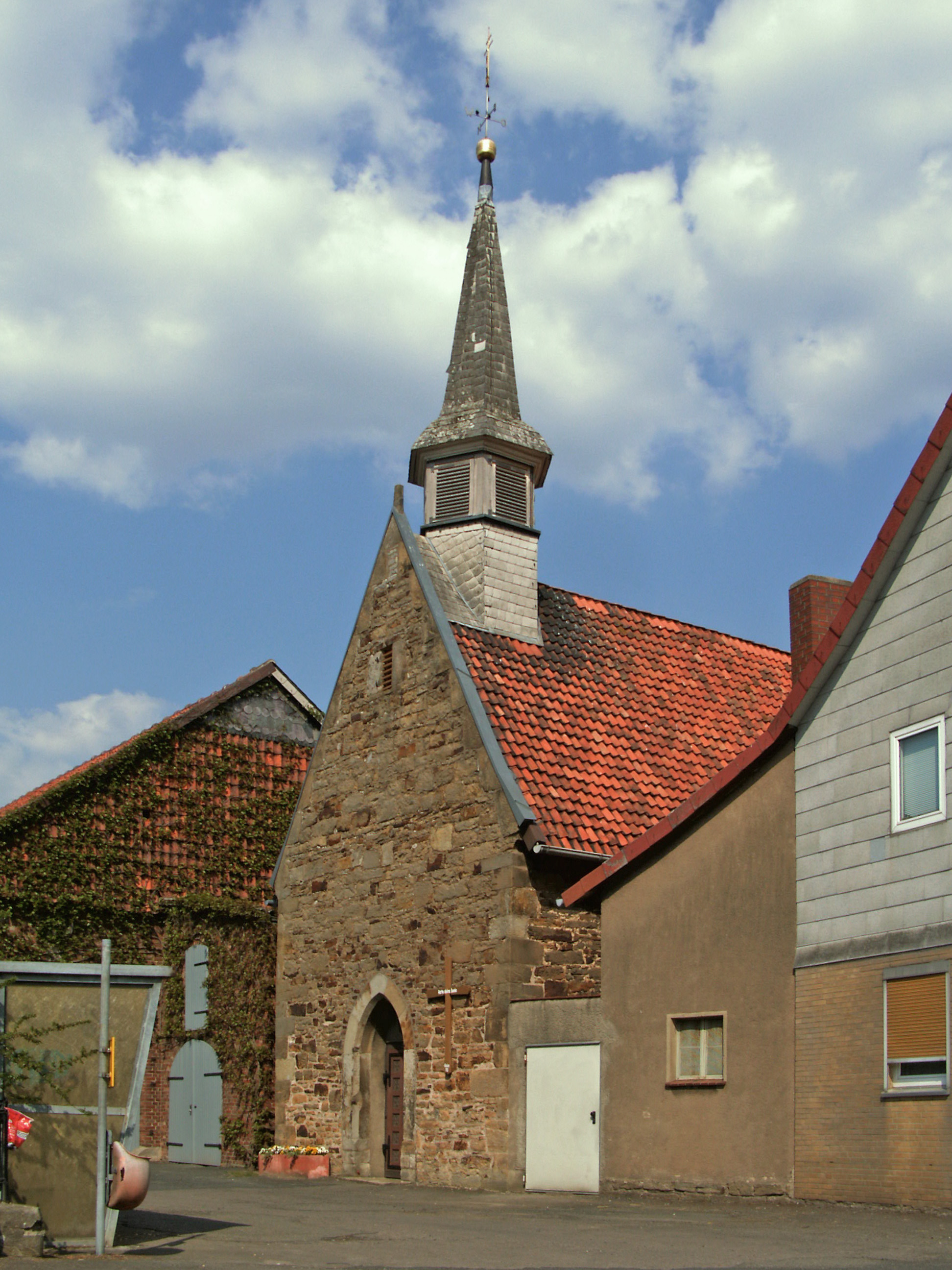
St. Bernward, Westgiebel

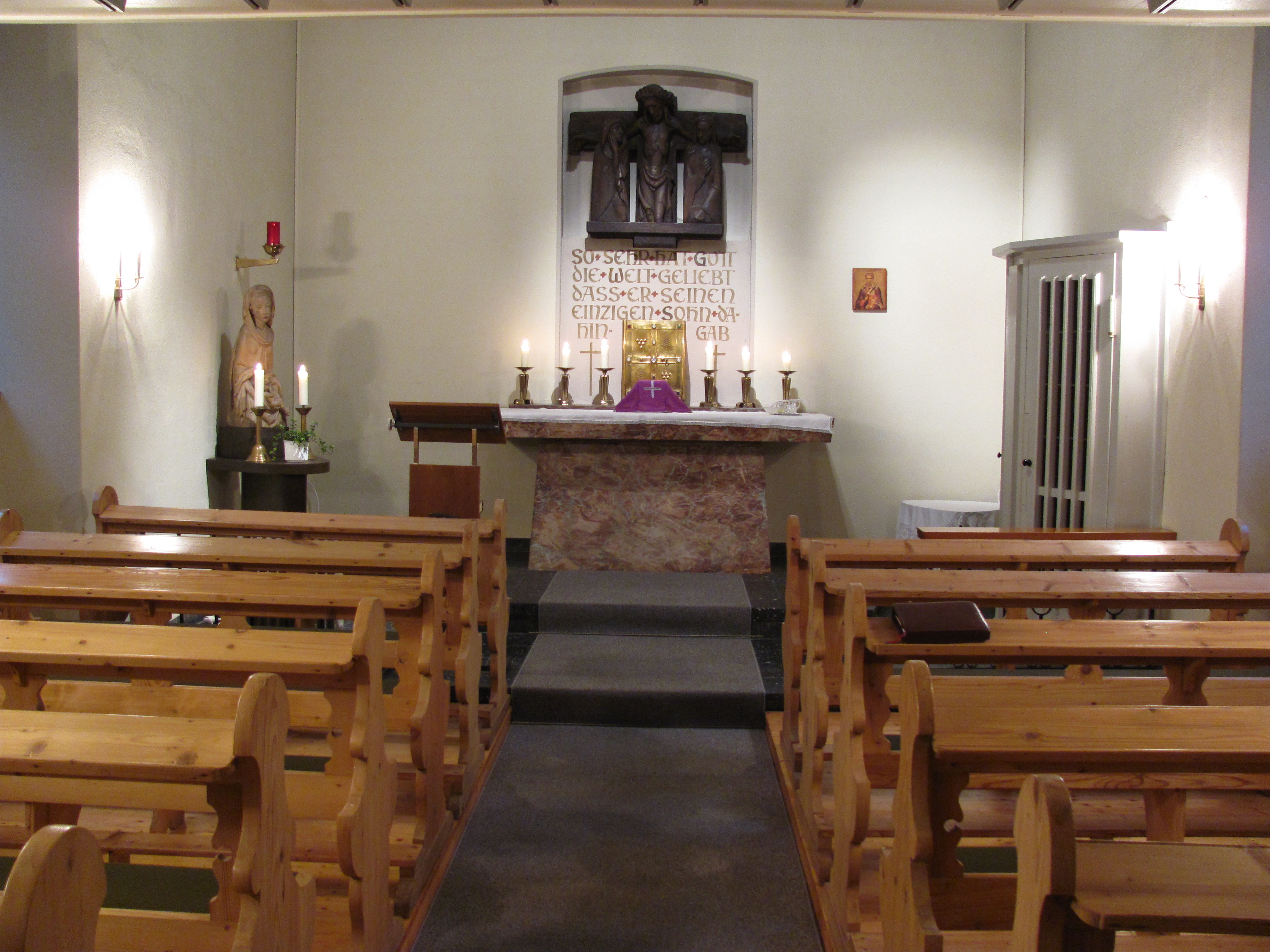
Innenansicht

Die Kapelle St. Bernward ist das römisch-katholische Gotteshaus in der Ortschaft Klein Düngen der Stadt Bad Salzdetfurth im niedersächsischen Landkreis Hildesheim, in der Kreuzstraße 11.

## Geschichte
Zwischen Groß Düngen und Klein Düngen wird in mittelalterlichen Urkunden zunächst nicht unterschieden. Sprachlich differenziert wird zwischen beiden Siedlungen erst im 14. Jahrhundert, als 1368 lutteken Dungen erwähnt wird. Da sich in Klein Düngen eine Mühle befand, weisen alle das Mahlwerk betreffenden Handlungen folglich auf Klein Düngen. Die Mühle wurde im Jahre 1307 vom Domherren Ludolf von Wohldenberg an das Magdalenkloster in Hildesheim übertragen, das sie 1608 an das Domkapitel verkaufte.
Während sich ein Gotteshaus in Klein Düngen im Mittelalter urkundlich nicht nachweisen lässt, weist jedoch das Fundament der heutigen Kirche auf einen Bau aus dem 13. Jahrhundert hin. Kirchlich gehörte das Gotteshaus zum Archidiakonat Detfurth. Da kein Geistlicher in Klein Düngen ansässig war, wurde die Siedlung durch den Pfarrer von St. Gallus in Detfurth betreut. Neben dem Detfurther Archidiakon könnte auch die Familie von Wohldenberg den Bau der Kirche unterstützt haben. Jedoch ist, wegen des ursprünglichen Patroziniums Mariä Heimsuchung, auch eine Förderung durch das Magdalenenkloster denkbar. Das seit Anfang des 14. Jahrhunderts bestehende Marienpatrozinium wurde zwischen 1910 und 1914 zugunsten des Heiligen Bernward nachgestellt.
Durch die Zusammenlegung der Banne Detfurth mit Alfeld hatte die Taufkirche St. Gallus ihre Sonderstellung als Archidiakonatskirche verloren. Die „Pfarrrechte“ über die Kapellengemeinde in Klein Düngen blieben aber bestehen. Durch die enge kirchliche Verbindung zwischen Klein Düngen und der Pfarrei Detfurth verlief deren Entwicklung parallel und somit konnte auch in Klein Düngen die Reformation nicht eingeführt werden. Der schmalkaldische- und der Dreißigjährige Krieg hatten auch Auswirkungen auf Klein Düngen. Die Siedlung wurde gebrandschatzt und ausgeplündert, die Marienkapelle beschädigt. 
Die Jahreszahl 1613 über einem rechteckigen Fenster an der Nordseite der Kapelle steht vermutlich für eine Renovierung der Kirche, die Jahreszahl 1701 auf dem Wappenschild mit Salzhaken am Gotteshaus für den Neubau der Kapelle. 
Aufgrund der räumlichen Nähe und des wirtschaftlichen und politischen Zusammenschlusses von Groß- und Klein Düngen wurde St. Bernward mit bischöflicher Urkunde vom 1. April 1940 in die Pfarrei St. Cosmas und Damian nach Groß Düngen umgepfarrt. Durch die Bildung eines Kapellenvorstandes hat sich in Klein Düngen ein Gremium entwickeln können, das die Interessen von St. Bernward wahrnahm.
Am 1. November 2014 wurde die Pfarrgemeinde St. Gallus mit Sitz in Bad Salzdetfurth errichtet. In diesem Zusammenhang wurde die Kapellengemeinde St. Bernward in Klein Düngen aufgehoben und der neu errichteten Gemeinde als Filiale zugeführt. St. Bernward ist seitdem eine Filialkirche von St. Gallus.

## Architektur
Die Kapelle ist ein gotischer Bau aus Bruchsteinen mit Eckquadern. Über dem Westgiebel wird das einfache Satteldach von einem Dachreiter bekrönt. Der Eingang befand sich ursprünglich an der Südseite, wurde jedoch später an die Westseite verlegt. Hier befindet sich ein Portal mit einem für die Zeit der Gotik typischen Spitzbogen.